# Datsun 14
Der Datsun 14 war ein Kleinwagen von Datsun. Datsun-Modelle hatten im Emblem die Buchstaben DAT. Das ursprüngliche Unternehmen hieß DAT, zu Ehren der ursprünglichen Investoren Den, Aoyama und Takeuchi. DAT war zufällig auch das japanische Wort für Hase, Kaninchen oder „schnell sein“. 1935 entschied Nissan, ein Kaninchen in das Design der Kühlerfigur des neuen Datsun 14 zu integrieren. Der Datsun-Designer Ryuichi Tomiya entwarf daraufhin eine Kühlerfigur für den Datsun 14 mit einem springenden Kaninchen, ähnlich wie das Lincoln-Greyhound-Maskottchen und die spätere Jaguar-Katze. Jedoch wurde diese Besonderheit nur beim Datsun 14 verwendet. 

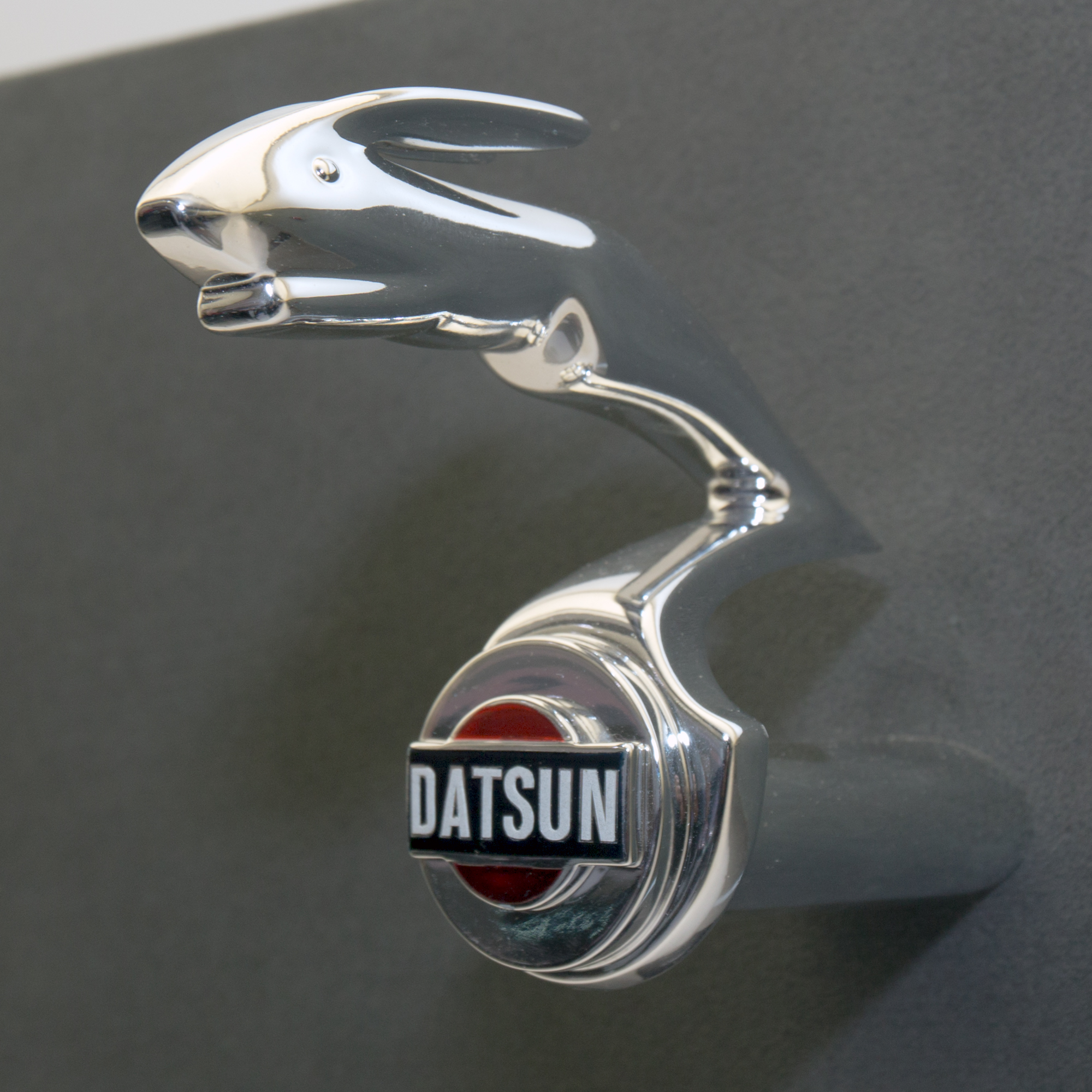
Kühlerfigur im Detail

Der Kühlergrill war der einzig nennenswerte Unterschied bei der Karosserie zum Vorgänger Datsun 13.
Technisch begannen jedoch mit dem neuen Datsun-Type-7-Engine, einem Vierzylindermotor mit einem Hubraum von 722  cm³, neue Zeiten. Dieser Motor war zwar etwas kleiner, mit 15 PS jedoch stärker. 
Nissan hatte mit Auykama einen neuen Präsidenten erhalten. Dieser war mit dem amerikanischen Ingenieur William Gorham befreundet, der seit 1920 in Japan lebte. Gorham war ein Auto-Fan und hatte in Japan sogar eigene Autos namens Gorham produziert. Auykama war bewusst, dass Nissan noch viel über die Pkw-Fertigung lernen musste und bot Gorham an, in die Vereinigten Staaten zurückzukehren und zu versuchen mehr amerikanische Ingenieure für Nissan zu gewinnen. Als Gorham in den USA war, besuchte er ein kurz zuvor geschlossenes Werk des amerikanischen Automobilherstellers Graham-Paige. Graham Paige hatte eine ziemlich moderne Fabrik und Ausrüstung, die nun untätig war. So erwarb Auykama auf Vorschlag von Gorham die Fertigungsanlagen und die Rechte an dem Modell Graham Paige Crusader. 
Nissan baute 1934 eine neue Fabrik in Yokohama, in der die Graham-Paige-Ausrüstung installiert wurde. Mit dieser großen Investition verfügte Nissan über das größte und modernste Werk in Japan. Rechtzeitig zum Produktionsstart des Datsun 14 1935 wurde das Werk fertig. Erstmals konnte nun ein Modell komplett in einer Fabrik gefertigt werden. 
Der Datsun 14 markierte den Höhepunkt der Vorkriegszeit von Datsun. Er war unter Verwendung hochwertiger Werkstoffe hergestellt. Die Autos, die folgten, hatten nicht mehr die Qualität des 14.
Ende des Jahres 1935 war Japan im Krieg mit China und daher waren viele Materialien immer schwerer erhältlich.
In der Produktionszeit des Datsun 14 von April 1935 bis April 1936 wurden insgesamt 3800 Exemplare gebaut, von denen 53 exportiert wurden. Nachfolgemodell wurde der Datsun 15.